# Serra di Burano
La Serra di Burano è un breve gruppo montuoso dell'Appennino Umbro-Marchigiano che separa Umbria e Marche, culminante nel monte Pian della Serra alto 1020 m s.l.m. Amministrativamente ricade in parte nei comuni di Gubbio e Pietralunga in Umbria e in parte in quelli di Apecchio, Cantiano e Cagli, nelle Marche.

## Caratteristiche
Disposta con andamento NO-SE, il suo nome deriva dal fiume Burano che ne raccoglie le acque ed è posta a pochi chilometri a oriente dello spartiacque che divide il bacino idrografico del Tevere, tirrenico, da quello del Burano che versa invece in Adriatico. La catena è incisa trasversalmente dal fiume Certano che col nome di Bosso confluisce nel Burano a Cagli. 
Coperta quasi interamente da boschi cedui di tipo collinare-montuoso, poco più a sud-est è posto il gruppo del Monte Catria, poco più a nord-est il Monte Nerone, mentre poco più a sud-est è posta l'area del Monte Cucco. Il versante esposto a sud-ovest è percorso da una strada che partendo da Apecchio collega alcuni abitati posti a mezza costa fino a terminare nella SS452. 